# Jesse Pye
Jesse Pye (Treeton, 22 dicembre 1919 – Blackpool, 19 febbraio 1984) è stato un calciatore inglese, di ruolo attaccante.

## Carriera

### Club
Durante la sua carriera ha giocato con varie squadre di club inglesi.

### Nazionale
Conta una presenza con la nazionale inglese, disputata nel 1949.

## Palmarès

### Club

#### Competizioni nazionali
- Coppa d'Inghilterra: 1

Wolverhampton: 1948-1949
- Community Shield: 1

Wolverhampton: 1949
- Third Division: 1

Derby County: 1956-1957